# Thomas Horsfield
Thomas Horsfield (Filadèlfia, 12 de maig del 1773 – Londres, 24 de juliol del 1859) fou un metge i naturalista estatunidenc.
Horsfield estudià Medicina a la Universitat de Pennsilvània. El 1800 viatjà per primera vegada a Java per a treballar-hi de metge. El 1811 la Companyia Britànica de les Índies Orientals havia pres l'illa als neerlandesos. Després, Horsfield es dedicà sobretot a recollir plantes i animals per al seu amic Thomas Raffles. Hagué de marxar de Java el 1819 pel seu mal estat de salut. Anà a Londres per a treballar de conservador del Museu de la Companyia Britànica de les Índies Orientals.
Horsfield descrigué 89 noves espècies d'ocells (28 juntament amb altres científics) i alguns animals foren anomenats en honor seu, com ara Testudo horsfieldii i Myophonus horsfieldii.